# 張氏容
孝武皇后（越南语：／；1712年4月—1736年11月8日），名張氏容（越南语：／），又名張氏除（越南语：／）或張氏鋧（越南语：／），越南鄭阮紛爭時期阮主阮福濶的正室。
張氏容是清化宋山人，其父是掌奇張文創，母親宋氏。初封為右宮嬪，生三子一女：成公阮福暲、阮興祖阮福㫻、懿公阮福昱及公女阮氏玉瑤。永祐二年十月六日（1736年11月8日）去世，壽二十五歲。贈為修儀夫人（越南语：／），後追贈為溫誠太妃（越南语：／）。
嘉隆五年六月初八日（1806年7月23日），阮福映追尊張太妃為溫誠徽懿莊慈毓聖孝武皇后（越南语：／），葬於永泰陵，並安其神主於太祖廟左四室。

## 冊文
嘉隆五年（1806年），皇后冊文：
塗山啓夏，有娀肇商。美竝媲於前徽，禮宜隆於厚報。欽惟溫誠張太妃殿下，四德攸兼，百行純備。含弘配帝，貞順承天。琚瑀之節，和鳴在公；髮膚之利，流慶於後。今仰仗寵靈，重延嗣服。載稽典禮，祗薦鴻稱。謹奉金冊，上尊號曰溫誠徽懿莊慈毓聖孝武皇后。伏惟焄蒿如在，赫濯有臨。默相鴻圖，永綏福祉。